# Mercier (Quebec)

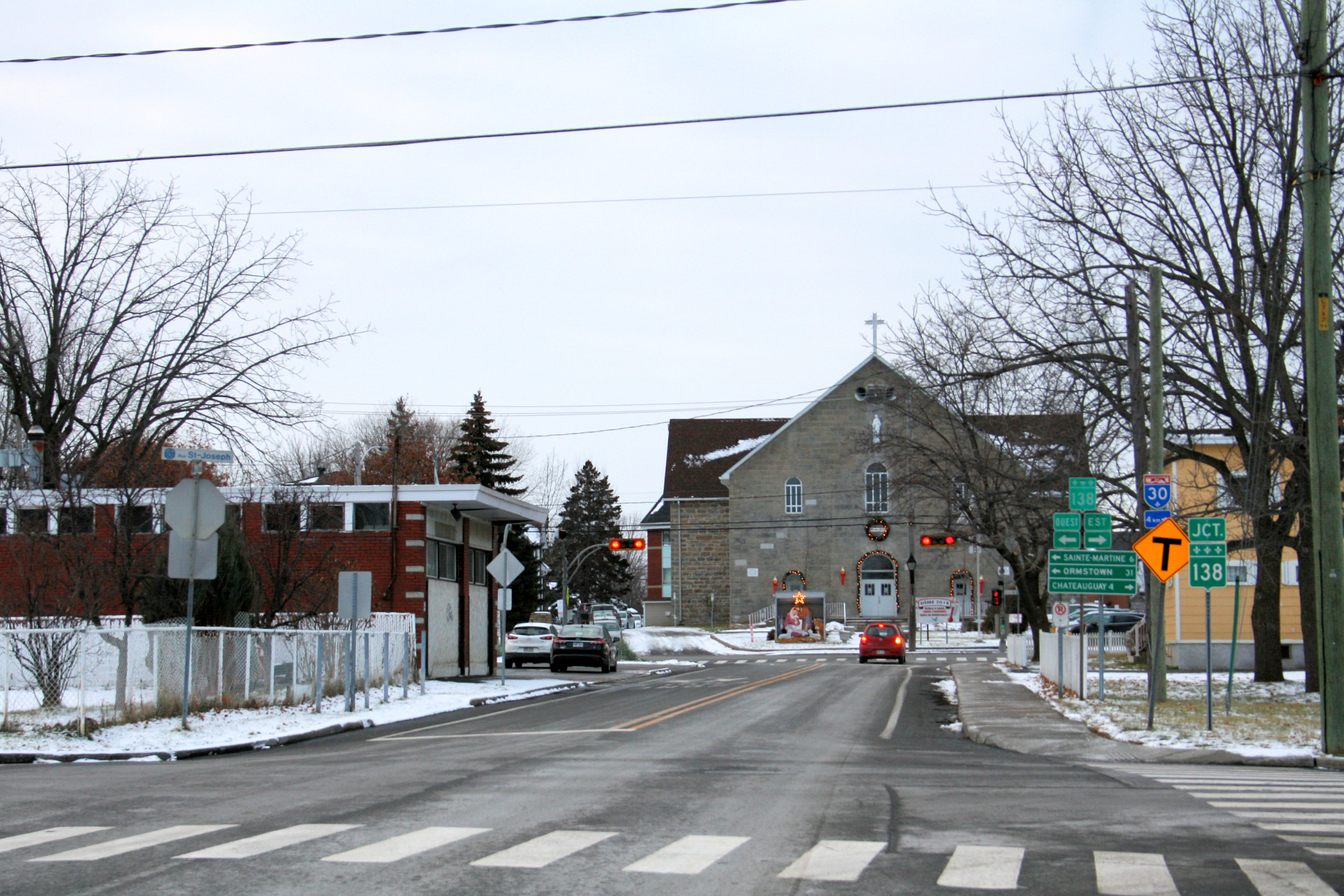
Mercier

Mercier é uma cidade no sudoeste de Quebec, Canadá, no Condado de Rousillon. Fica localizada na região do rio Châteauguay, a sudoeste de Montreal.
|                       | Norte: Châteauguay        |                      |
| Oeste: Sainte-Martine | Mercier                   | Leste: Saint-Isidore |
|                       | Sul: Saint-Urbain-Premier |                      |